# Шацхоцринська (печера)
Печера Шацхоцринська розташована в  Абхазії,  Гудаутському районі, на  Бзибському масиві.
Протяжність 585 м, проективна довжина 260 м, глибина −181 м, площа 980 м², об'єм 7700 м³, висота входу близько 2200 м.

## Складнощі проходження печери
Категорія складності 2Б.

## Опис печери
Шахта починається трьома колодязями, що з'єднуються на глибині 16 м. Далі до глибини −110 м порожнина заповнена снігом і кригою. Є невеликий прохід між сніжно-льодовою пробкою і стінками колодязя. На позначці −110 м розташована зала зі сніговим конусом. У північно-західній частині зали починається хід шириною 2-3 м, який звужується і приводить до колодязя глибиною 5 м. З його дна йдуть два колодязя (7-8 м). На дні останнього колодязя є невелике озеро, з якого витікає струмок, який іде в недоступну щілину. У північно-східній частині колодязя мається хід, що приводить до колодязя 16 м. З його дна починається вузький звивистий хід, що приводить до серії з трьох колодязів глибиною 4, 7, 14 м. Останній колодязь закінчується залою висотою близько 12 м, розміром 6×2 м. На дні зали щебнисто-глибовий осип. Із залу починається хід з каскадами 1-4 м, що приводить до сифона на глибині −181 м. Сифон напівзакритий і являє собою вузьку щілину, заповнену в нижній частині водою.
Закладена в нижньокрейдових-верхнеюрських вапняках.

## Історія дослідження
Шахту відкрито і досліджено в 1972 р. експедицією томських спелеологів (кер. В. Д. Чуйков).